# 姜景晙
姜景晙（1983年2月11日—），韓國男演員。名字曾被譯作姜慶俊、姜京俊。

## 個人生活
2013年3月，姜景晙通過電視劇《荊棘花》與同劇女演員張伸瑛發展為戀人關係。兩人於2018年5月25日舉行非公開婚禮。2019年姜景晙与張伸瑛的儿子出生。

### 婚外情争议
2024年1月，姜景晙被曝与已婚女性A某发生婚外情并被A某丈夫起诉，姜景晙与其经纪公司均回应称当中有误会。受此事件影响，其正在出演的KBS2综艺节目《超人回來了》不再继续录制，而其长子在电视剧《高丽契丹战争》中的出演分量也被缩减至最小化。姜景晙与A某的对话内容被媒体曝光后，其经纪公司回应称是演员私生活，因而难以回应，并表示与姜景晙的合约已到期且不再商议续约事宜。2024年4月，媒体报道姜景晙与原告人协商失败，案件移送首尔家庭法院进行审理。 7月24日，首尔家庭法院举行第一次听证会，姜景晙为自己的不道德行为而引起的误会和争议道歉，但否认出轨，为了减低诉讼所带来的伤害，愿意接受原告人所提出的精神损失费5000万韩元的赔偿要求。

## 演出作品

### 電視劇
- 2004年：MBC《男生女生向前走5》飾 姜慶俊
- 2005年：SBS《重返單身》飾 金正赫
- 2005年：MBC《赤腳青春》飾 嚴基碩
- 2006年：MBC《姊姊》飾 金健世
- 2008年：tvN《偉大的蓋茨比》飾 夏雲竇
- 2008年：KBS《回來的大醬湯鍋》飾 朴萬奉
- 2012年：SBS《工薪族楚漢志》飾 福射光（特別演出）
- 2012年：TV朝鮮《爸爸對不起》飾 韓日
- 2012年：SBS《致美麗的你》飾 白光敏
- 2013年：JTBC《荊棘花》飾 姜赫民
- 2013年：SBS《兩個女人的房間》飾 陳修赫
- 2015年：MBC《像你的女兒》飾 蘇政勤
- 2017年：MBC《多樣的兒媳》飾 崔韓洙
- 2018年：JTBC 《加油吧威基基》飾 宋賢俊

### 電影
- 2008年：《莊園的戰鬥》飾 朴載浩
- 2012年：《我的PS搭檔》飾 勝俊
- 2019年：《402號房的靈家女孩（朝鲜语：귀신의 향기）》飾 東錫

### 綜藝
- 2017年：SBS《同床異夢2 - 你是我的命運》與張伸瑛
- 2018年：SBS《同床異夢2 - 你是我的命運》與張伸瑛
- 2020年：SBS《Handsome Tigers》
- 2023年：KBS2《超人回來了》

### 音樂錄影帶
- 2015年：鄧紫棋《多遠都要在一起》

## 獲獎
- 2004年：MBC放送演藝大賞－情境喜劇部門 男新人獎《男生女生向前走5》
- 2017年：韓國文化娛樂大獎－優秀戲劇男劇獎《多樣的兒媳》
- 2017年：MBC演技大獎－連續劇部門 優秀演技獎《多樣的兒媳》

## 外部連結
- 姜景晙的Instagram帳戶
- 姜景晙在NAVER上的资料
- 姜景晙在韩国电影数据库（KMDb）上的資料（韓語）
- 姜景晙在互联网电影资料库（IMDb）上的資料（英文）